# Dimidiogalumna comoroensis
Dimidiogalumna comoroensis är en kvalsterart som beskrevs av Sandór Mahunka 1994. Dimidiogalumna comoroensis ingår i släktet Dimidiogalumna och familjen Galumnidae. Inga underarter finns listade i Catalogue of Life.